# Донбасский государственный педагогический университет
Донбасский государственный педагогический университет (укр. Донбаський державний педагогічний університет) — высшее учебное заведение Украины. Расположен в городе Славянск, Донецкой области. Был обстрелян 14 ноября 2024 года.

## История
Университет основан в 1939 году на базе педагогического училища как учительский институт с двухлетним сроком обучения. В состав института входили два факультета: исторический и филологический, на которые в первый год поступили 210 студентов.
В 1954 году Славянский учительский институт приобретает статус высшего учебного заведения с пяти и четырёхлетним сроком обучения и названием «Славянский государственный педагогический институт».
В 1992 году был открыт отдел аспирантуры.
Распоряжением по № 421-р от 25.07.2002 года Кабинета Министров Украины на базе Славянского государственного педагогического института создан Славянский государственный педагогический университет.
19 октября 2004 решением Государственной аккредитационной комиссии Министерства образования и науки Украины университет аккредитован по высшему IV уровню.
С 2005 года в университете начинают обнародовать научные труды преподавателей, аспирантов, докторантов, учителей школ и соискателей в научном сборнике «Вестник Славянского государственного педагогического университета». В этом же году была основана газета «Педагог».
30 декабря 2011 года приказом Министерства образования и науки и спорта Украины за № 1600 путём реорганизации (слияния) Горловского государственного педагогического института иностранных языков и Славянского государственного педагогического университета создан государственный вуз «Донбасский государственный педагогический университет».

## Современное состояние
Сейчас в университете функционирует 12 факультетов (из них 8 — в базовом вузе Донбасский государственный педагогический университет, 4 — в структурном подразделении Горловский государственный педагогический институт иностранных языков), на которых осуществляется подготовка и переподготовка по 60 образовательным направлениям и специальностям. Общее количество студентов университета дневной и заочной форм обучения составляет около 8000 человек. Учебный процесс обеспечивают 59 кафедр. Профессорско-преподавательский состав насчитывает около 600 человек, из которых — 39 профессоров, докторов наук, 350 — кандидатов наук, доцентов. С 2018 года в университете преподают Франциско Ресто и Дестер Блексвелл, два преподавателя из США, стипендиаты по программе обмена для учителей иностранных языков.

## Ректоры
- Яловой Фёдор Михайлович (1954—1959)